# 伊比利亚半岛
伊比利亚半岛（西班牙語：la Península Ibérica），又稱為西班牙半島，位於欧洲西南角，东面和南面临着地中海，西边是大西洋，北临比斯开湾，在东北部由比利牛斯山脉与欧洲大陆连接。主要包括当今西班牙、葡萄牙、安道尔、法国的一小部分地区、以及直布罗陀。其总面积582,000平方公里。

## 地理
伊比利亚半岛大部分地區都屬地中海氣候區，即夏季乾燥少雨，冬季則剛好相反。地形上則包括梅塞塔高原和庇里牛斯山脉，其中後者乃法國和西班牙的邊界。

## 国家

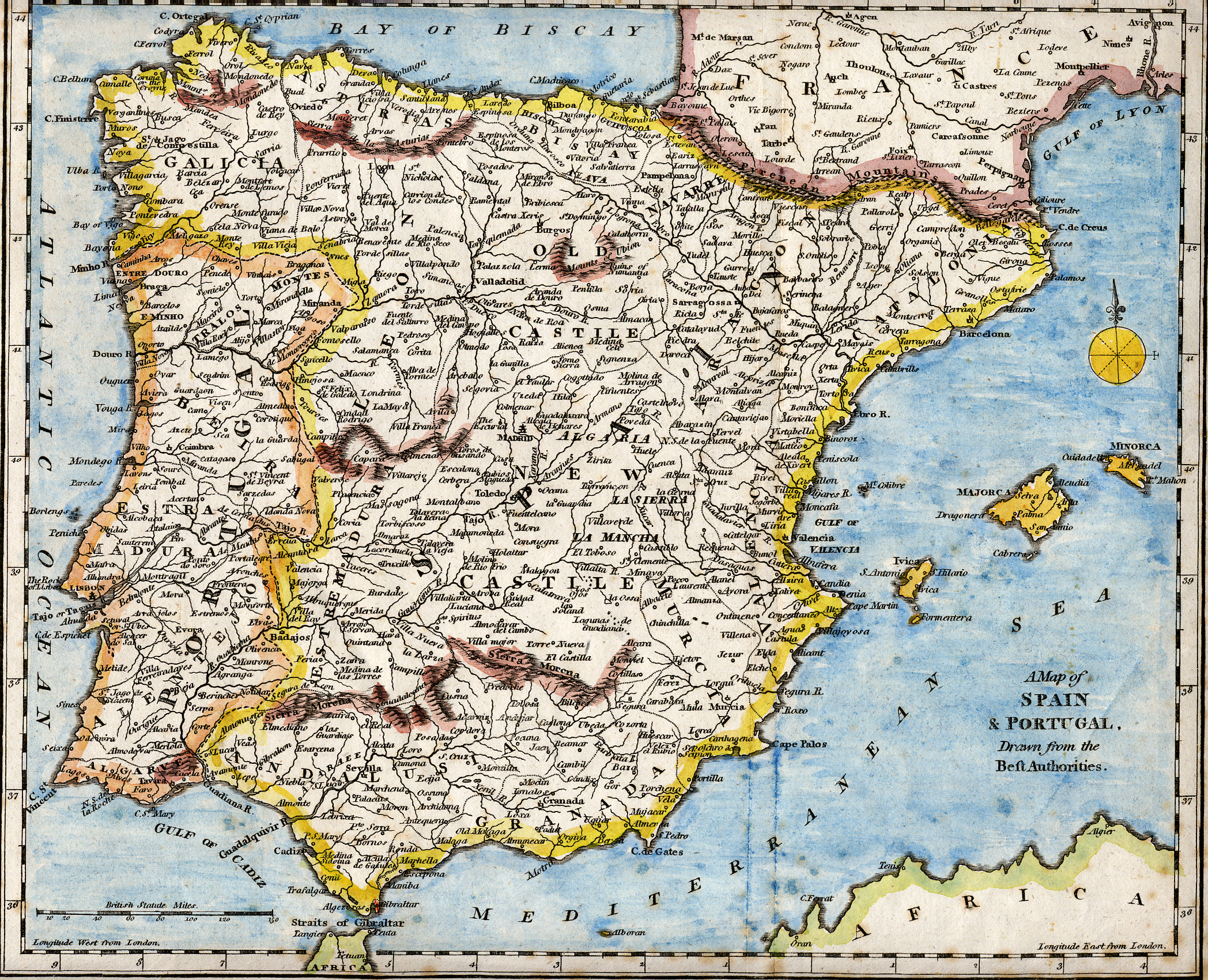
一幅18世紀伊比利亞半島的地圖，顯示出當地的地理特徵。

早在舊石器時代中晚期，今天巴斯克人的祖先可能已經在今天的伊比利亞半島生活。進入文明時代，一些古希腊城邦在半岛西南部沿岸地区建立的殖民地。在布匿战争时期，这里是迦太基的领地，同时也是第二次布匿战争中汉尼拔所率领的远征军的前进基地。迦太基在第二次布匿战争中失败，这块领地被并入罗马共和国，成为罗马行省之一。此外，伊比利亚半岛可能也是巴斯克人的原生故鄉。
在中世纪的大部分时间当中，伊比利亚半岛的大部为来自北非的穆斯林摩尔人所占领，身为当地土著的基督教民族处于被压迫状态，仅有半岛西北部沿海地区为基督徒所据有。中世纪后期，摩尔人的势力日渐衰落，半岛北部的基督徒逐渐收复失土，為收復失地運動。公元1385年，葡萄牙王国的疆域大致形成；公元1480年，西班牙王国正式建立；公元1492年，穆斯林势力被彻底驱逐出伊比利亚半岛。此后的几百年当中，西班牙—葡萄牙边境，以及西班牙—法国边境，发生过多次小规模变迁，当今的边境线，基本上是由1815年维也纳会议所确认的。目前分別隸屬於下列五個主權國家或政治實體：
- 西班牙：占据半岛大部地区
- 葡萄牙：西部
- 安道尔：位於比利牛斯山脉上，夹在加泰罗尼亚和法国之间的微型國家
- 法國的一小部分区域：东北部
- 直布罗陀：半岛最南端的一小片英国海外领地

## 语言
伊比利亚半岛的居民有以下官方语言：
- 安道尔：
  - 加泰罗尼亚语
- 加泰罗尼亚：
  - 加泰罗尼亚语
- 直布罗陀：
  - 英语
- 葡萄牙：
  - 葡萄牙语
  - 阿斯图里亚斯语（官方承认）
- 西班牙：
  - 巴斯克语
  - 西班牙语
  - 加泰罗尼亚语（在瓦伦西亚地区又被称为瓦伦西亚语）
  - 加利西亚語
  - 阿斯图里亚斯语（官方承认）
  - Aranese（奥克语的变体；官方承认）